# Wostok 6
Wostok 6 (oznaczenie kodowe Czajka, ros. Чайка) – pierwszy lot kosmiczny kobiety; ostatni załogowy lot kosmiczny w ramach programu Wostok; drugi, po misjach Wostok 3 i Wostok 4, lot grupowy. Misja Wostoka 6 trwała od 16 czerwca do 19 czerwca 1963 roku. Na pokładzie znajdowała się kosmonautka – Walentina Tierieszkowa (jej dublerkami były Irina Sołowjowa i Walentina Ponomariowa).
Oficjalnymi celami misji były:
- dalsze badania wpływu środowiska przestrzeni kosmicznej i stanu nieważkości na organizm ludzki,
- przeprowadzenie eksperymentów biomedycznych w warunkach przedłużonego lotu kosmicznego,
- obserwacja i usprawnianie układów statku kosmicznego.

Lot Tierieszkowej był także jawnie propagandowy. Miszyn powiedział, że Chruszczow w jednym ze swoich przemówień pochwalił się, że lot Walentiny „pokazał całemu światu równouprawnienie kobiet i mężczyzn w naszym kraju”. Miało to wydźwięk wyjątkowo ironiczny, gdyż, według słów Miszyna: „Mało brakowało, by u Tierieszkowej doszło do poważnego załamania nerwowego. A zatem wręcz przeciwnie, jej lot powinien pogrążyć Chruszczowa”.
Lot Wostoka 6 odbył się równocześnie z Wostokiem 5. Minimalna odległość między nimi w przestrzeni kosmicznej wynosiła 6 km. Przez trzy dni załogi obu statków utrzymywały łączność radiową między statkami i Ziemią oraz przekazywano obrazy telewizyjne na Ziemię.
Po wykonaniu 48 okrążeń Ziemi i przebyciu około dwóch milionów kilometrów, kapsuła powrotna powróciła do atmosfery i wylądowała na terenie kołchozu Pawiński, w pobliżu wsi Bajewo, 620 km na północny wschód od Karagandy (53°16′N 80°27′E/53,266667 80,450000). Tak jak w poprzednich misjach Wostok, moduł serwisowy nie do końca odczepił się od kapsuły powrotnej, a Tierieszkowa katapultowała się i lądowała osobno, na spadochronie. Z powodu silnego wiatru, kosmonautka o mało co nie wpadła do jeziora, i mając kłopoty z wypięciem się ze spadochronu, stłukła sobie nos.
Przez wiele lat o przebiegu lotu Tierieszkowej krążyło wiele plotek mówiących o chorobie lokomocyjnej, menstruacji, a nawet o płaczu i wybuchu histerii kosmonautki (którą miała uspokoić rozmowa z Siergiejem Korolowem), co miałoby wyjaśnić wielogodzinną przerwę w łączności między statkiem a Ziemią. Jednak zapisy lotu i sprawozdania świadków, zarówno sprzed jak i po rozpadzie Związku Radzieckiego, mówią, że wypełniła ona cały plan lotu.
W 2004 roku ujawniono, że w programie deorbitacji Wostoka 6 wystąpił błąd. Statek zamiast obniżać orbitę, podwyższał ją. Tierieszkowa zauważyła błąd pierwszego dnia lotu i powiadomiła o nim Korolowa. Błąd szybko usunęła kosmonautka wprowadzając nowe dane przekazane z Ziemi. Na prośbę Korolowa, Tierieszkowa nigdy nie wspominała o tym błędzie.
Kapsuła powrotna statku jest eksponatem w Muzeum RKK Energia w Korolowie.